# Älgsjön, Halland
Älgsjön är en sjö i Hylte kommun i Halland och ingår i Suseåns huvudavrinningsområde.